# Eunice Brandão
Eunice Moreira Brandão (Curitiba, 21/02/1960 - Curitiba 31/08/2001) foi uma professora e gambista brasileira e uma das pioneiras do movimento de revivalismo da música antiga no sul do Brasil.
Nasceu em uma família de músicos e iniciou seus estudos com o violino. Adolescente descobriu a flauta doce estudando com Elisabeth Seraphim Prosser. Em 1976, Eunice já era presença constante na Camerata Antiqua de Curitiba, fundada por Roberto de Regina e Ingrid Seraphim, um conjunto que marcou época no campo do revivalismo brasileiro. Nesse mesmo ano, o Instituto Goethe presenteou a Camerata com uma viola da gamba, instrumento esse que Eunice passaria a estudar. No ano seguinte, Roberto de Regina apresentou ao público curitibano o concerto Le Noce Champêtre de Jean Hotteterre que depois se transformou em um LP de mesmo nome (1979) em que Eunice tocou flauta doce e viola da gamba. Quando o Camerata Antiqua começou a se dedicar principalmente a um repertório barroco, Ingrid Seraphim sugeriu a Eunice que criasse um novo conjunto com violas da gamba, flautas doce, cravo e percussão, surgindo assim o Conjunto Renascentista de Curitiba, que Eunice liderou e que também se tornou uma referência no campo da interpretação historicamente informada . No início da década de 1980 organizou os Encontros de Música Antiga do Paraná, sob os auspícios da Secretaria de Estado da Cultura do Paraná.
Em 1983, Eunice radicou-se na Suíça onde estudou com Jordi Savall na Schola Cantorum Basiliensis e anos mais tarde viria a ser um membro fixo do grupo Hespèrion XX dirigido por Savall, gravando 36 discos. Foi uma grande colaboradora de Savall e tocava uma viola da gamba de sua propriedade. Mesmo morando na Suíça, manteve fortes laços com o Brasil e esteve à frente dos cinco Encontros de Música Antiga do Paraná, além de lecionar em festivais como Londrina, Juiz de Fora, Niterói e nas Oficinas de Música de Curitiba.
Falecida em 2001, foi homenageada na 1ª Mostra Internacional de Música Antiga de Curitiba de 2011 e no Fórum Viola da Gamba em Foco de 2021 produzido em ambiente virtual pela Unespar e a Capela da Glória. Segundo a pesquisadora Patrícia Aguiar, Eunice Brandão "foi uma excepcional intérprete de viola da gamba, incentivadora da maioria dos músicos brasileiros que se dedicaram a este instrumento".